# 杜步西
杜步西（Hampden Coit DuBose，1845年—1910年）是一位美南长老会派往中国的传教士，中国禁烟会（Anti-Opium League in China）的创立者。

## 生平
杜步西出生在美国南卡罗来纳州，毕业于哥伦比亚神学院。1872年，他和妻子 Pauline受美南长老会派遣前往中国传教，定居在京杭大运河畔的苏州。
他在中国目睹鸦片造成的灾难，和柏乐文等传教士和基督教医疗工作者成立中国禁烟会。杜步西担任首任会长。1899年，禁烟会出版了影响深远的书籍Opinions of Over 100 Physicians on the Use of Opium in China。该书阐述了禁烟会的宗旨，陈言鸦片的危害，最终影响了公众舆论反对这项贸易。终于，杜步西获得了美国总统西奥多罗斯福、美国国会和萬國禁煙會的支持。1906年，禁烟会取得成功，英国国会声明鸦片贸易是“道德上没有辩护余地的”。杜步西征集了一份超过1000名在华传教士签名的请愿书，上书给光绪皇帝。皇帝下诏，逐字模仿杜步西起草的请愿书，禁止鸦片的贸易和吸食。
在一封写给美国参议员John McLaurin的信中，他呼吁美国负起对鸦片贸易的责任，因为，它和英国一同因损害中国人而获利。
1891年，在美国被选为美南长老会大会领袖。杜步西在苏州的传教生涯持续了38年之久，直到1910年他在那里去世。

## 著作
- Preaching in Sinim: The Gospel to the Gentiles, with Hints and Helps for Addressing a Heathen Audience (1873)
- 《中国的三教：儒、释、道》（The Image, the Dragon, and the Demon: Or the Three Religions of China Confucianism, Buddhism and Taoism ，1887）
- Memoirs of Dr. J. Leighton Wilson (1895)
- 天道講臺（中文）清光緒三十二年上海華美書館鉛印本
- 《舊約箴言註釋 (Conference Commentary on Proverbs)》 / 杜步西 (DuBose, Hampden C., 1845-1910). 漢口 ：中國基督聖教書會，出版年不詳 （页面存档备份，存于）  「基督教古籍數據庫」(香港浸會大學圖書館)
- 《舊約撒母耳前書註釋 (Conference Commentary on I. Samuel)》 / 杜步西 (DuBose, Hampden C., 1845-1910). 上海 ：中國聖教書會，1903 （页面存档备份，存于）  「基督教古籍數據庫」(香港浸會大學圖書館)
- 《舊約撒母耳後書註釋 (Conference Commentary on II. Samuel)》 / 杜步西 (DuBose, Hampden C., 1845-1910).  上海 ：中國聖教書會，1902 （页面存档备份，存于）  「基督教古籍數據庫」(香港浸會大學圖書館)
- 《舊約列王紀略上註釋 (Conference Commentary on I. Kings)》 / 杜步西 (DuBose, Hampden C., 1845-1910). 上海 ：中國聖教書會，1903 （页面存档备份，存于）  「基督教古籍數據庫」(香港浸會大學圖書館)
- 《舊約列王紀略下註釋 (Conference Commentary on II. Kings)》 / 杜步西 (DuBose, Hampden C., 1845-1910). 上海 ：中國聖教書會，1903 （页面存档备份，存于）  「基督教古籍數據庫」(香港浸會大學圖書館)
- 《舊約士師記註釋 (Conference Commentary on Judges)》 / 杜步西 (DuBose, Hampden C., 1845-1910). 上海 ：中國聖教書會，1903 （页面存档备份，存于）  「基督教古籍數據庫」(香港浸會大學圖書館)
- 《舊約箴言註釋 (Conference Commentary on Proverbs)》 / 杜步西 (DuBose, Hampden C., 1845-1910). 上海 ：中國聖教書會，1902 （页面存档备份，存于）  「基督教古籍數據庫」(香港浸會大學圖書館)

### 引用
1. ↑  苏州"中国禁烟会"述论，<<苏州大学学报（哲学社会科学版） >>2004年02期 杨大春

## 延伸阅读
- P. Frank Price, Our China Investment (1927)